# Шарлоттенлунн (дворец)
Дворец Шарлоттенлунн (дат. Charlottenlund Slot) — бывшая летняя резиденция датской королевской семьи, расположенная в Шарлоттенлунне, в 10 километрах от Копенгагена, Дания. Назван в честь принцессы Шарлотты Амалии, которая заказала его строительство. Дворец был значительно перестроен и расширен для наследного принца Фредерика (VIII) в начале 1880-х годов.

## История
В 1730 году наследный принц Кристиан (VI) подарил владения ранее принадлежавшие Ульрику Фредерику Гюлленлёве (бастард короля Фредерика III) и известные как Гюлленлунн своей сестре, принцессе Шарлотте Амалии. Она приказала снести старый дом и заказала новый дворец в стиле барокко. Проект разработал архитектор Йохан Корнелиус Кригер. При возведении использовался строительный материал, оставшийся после сноса Копенгагенского замка.

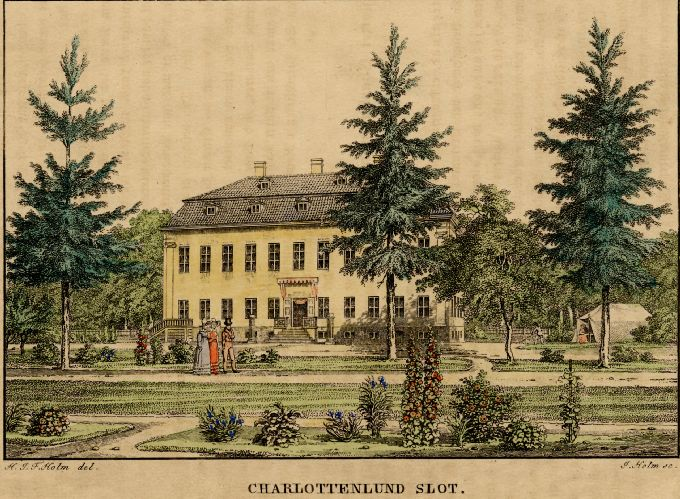
Шарлоттенлунн (рисунок Х. Г. Ф. Хольма, ок. 1830).

В середине XIX века во дворце Шарлоттенлунн на протяжении многих лет жили принцесса Луиза Шарлотта и принц Вильгельм Гессен-Кассельский. Что совершенно нетипично для королевской резиденции, парк вокруг дворца оставался открытым для публики. На протяжении всего XIX столетия это было излюбленное место для воскресных экскурсий по Копенгагену.
В 1869 году дворец заняли наследный принц Фредерик (VIII) и его жена Ловиса Шведская. В родились будущие короли Норвегии Кристиан X и Хокон VII. В 1880—1881 годах Фердинанд Мельдал руководил масштабной перестройкой дворца. Вдовствующая королева Луиза жила там до самой своей смерти в 1926 году.
Королевская семья прекратила использование дворца в 1935 году и предоставила его в распоряжение Датской биологической станции, позднее переименованной в Датское управление рыболовством. В 1939 году в парке был открыт Датский национальный аквариум; он проработал до 2013 года. Датское управление рыболовством, которое теперь называется DTU Aqua, стало подразделением Технического университета Дании (DTU) в 2001 году. С 2019 года в Шарлоттенлунне располагаются офисные помещения огромного количества компаний, а также дворец используется для проведение различных мероприятий.